# 因他威差亚暖
因他威差亚暖（皇家轉寫：Inthawichayanon，發音：[in.tʰa.wí.tɕʰa.jaː.non]；1817年—1897年11月23日），是清迈王国七王子王朝第七代昭勐（君主），1870年至1897年在位。在位期间，暹罗對清迈的控制得到了进一步加强，为日后完全纳入泰国版图奠定了基础。泰国第一高峰因他暖山亦以其命名。

## 生平
因他威差亚暖约在1817年出生，是七王子王朝王子玛哈普隆坎空之子，其祖父坎凡是重建兰纳王国的七位王子中的一位，也是该王朝第三代昭勐。他早年迎娶了昭勐甲威洛罗·素里亚翁之女提革颂为妻，並最终于1870年接替甲威洛罗成为清迈第七代昭勐。
因他威差亚暖在位期间，清迈财政窘困，不得不向宗主暹罗借款维持，而暹罗国王朱拉隆功也趁此机会加强了對清迈的控制，他派出专员帕纳林前往清迈，说服因他威差亚暖改革税制，接受曼谷当局在当地征收槟榔税及屠宰税，最终推动当地采行了包税制度:62，暹罗还跟英国两度签署了《清迈条约》，在一定程度上阻止了英国對清迈的干涉，後來，朱拉隆功改派遣王弟披集亲王前往当地，继续改变税制，扩大包税范围，推行六大臣议事制度，暹罗得以监督清迈的行政事务:63，因他威差亚暖亦将女儿达拉拉斯米许配给朱拉隆功，形成了政治联姻，但披集亲王的改革政策也得罪了一些清迈贵族，在他们的压力下，朱拉隆功一度作出让步，在当地废除了六大臣制與稻田税，1896年，在朱拉隆功及其弟丹龍·拉差努帕的主導下，因他威差亚暖被迫放弃了当地的森林租让权，但清邁地區的自治地位也因此进一步丧失:63-64。1897年，因他威差亚暖逝世，葬在琅山，后世更名为因他暖山以向他致敬，清迈城东的一座关帝庙內也有神龛供奉他的牌位。